# Nezumia brevibarbata
Nezumia brevibarbata és una espècie de peix de la família dels macrúrids i de l'ordre dels gadiformes.

## Morfologia
- Els mascles poden assolir 26 cm de llargària total.[6][7]

## Hàbitat
És un peix d'aigües profundes que viu entre 549-1737 m de fondària.

## Distribució geogràfica
Es troba a l'Atlàntic sud-oriental: des de la desembocadura del riu Orange fins a False Bay (Sud-àfrica).